# Safina Sadullayeva
Safina Erkinovna Sadullayeva (ur. 4 marca 1998) – uzbecka lekkoatletka specjalizująca się w skoku wzwyż.
W 2015 wywalczyła złoto na mistrzostwach Azji juniorów młodszych. Czwarta zawodniczka halowych mistrzostw Azji (2018). W 2021 reprezentowała Uzbekistan na igrzyskach olimpijskich w Tokio, podczas których zajęła 6. miejsce. Rok później była szósta na halowym czempionacie globu w Belgradzie i piąta na mistrzostwach świata w Eugene.
Złota medalistka mistrzostw Uzbekistanu. Stawała na podium azjatyckich igrzysk sportów halowych i walki (2017).
Rekordy życiowe: stadion – 1,97 (11 sierpnia 2022, Konya); hala – 1,93 (15 lutego 2022 oraz 13 lutego 2024, Bańska Bystrzyca).

## Osiągnięcia
| Rok  | Impreza                             | Miejsce     | Lokata            | Wynik |
| ---- | ----------------------------------- | ----------- | ----------------- | ----- |
| 2015 | Mistrzostwa Azji juniorów młodszych | Doha        | 1. miejsce        | 1,74  |
| 2016 | Mistrzostwa Azji juniorów           | Ho Chi Minh | 6. miejsce        | 1,68  |
| 2018 | Halowe mistrzostwa Azji             | Teheran     | 4. miejsce        | 1,75  |
| 2021 | Igrzyska olimpijskie                | Tokio       | 6. miejsce        | 1,96  |
| 2022 | Halowe mistrzostwa świata           | Belgrad     | 6. miejsce        | 1,92  |
| 2022 | Mistrzostwa świata                  | Eugene      | 5. miejsce        | 1,96  |
| 2022 | Igrzyska solidarności islamskiej    | Konya       | 1. miejsce        | 1,97  |
| 2023 | Mistrzostwa świata                  | Budapeszt   | el. – 29. miejsce | 1,80  |
| 2023 | Igrzyska azjatyckie                 | Hangzhou    | 1. miejsce        | 1,86  |
| 2024 | Igrzyska olimpijskie                | Paryż       | 7. miejsce        | 1,95  |
| 2025 | Mistrzostwa Azji                    | Gumi        | 2. miejsce        | 1,86  |